# T Pyxidis

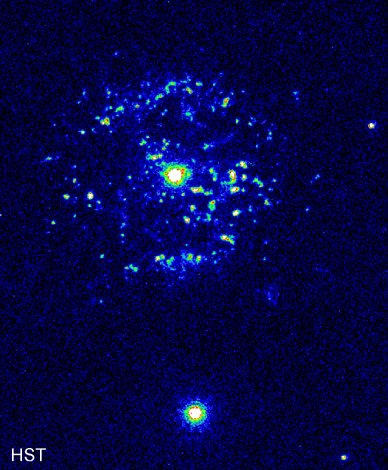
T Pyxidis.

T Pyxidis (T Pyx) é uma remanescente de nova na direção da constelação de Pyxis. Forma um sistema binário e é estimado que a distância dela em relação a terra seja de 4783 parsecs (15600 anos luz).
A magnitude aparente usual dessa estrela é de 15.5, mas com as erupções, a magnitude chega a 7.0.

## Efeitos na Terra
Por conta da relativa proximidade com a terra,o astrônomo Edward Sion, diz que a estrela explodirá em uma supernova tipo 1, causando um impacto significante na Terra. A radiação gama recebida poderá ser igual a 1000 erupções solares. 